# Passagem Tanaga
A Passagem Tanaga (em inglês:  Tanaga Pass) é um estreito no Alasca, Estados Unidos, mais precisamente nas ilhas Aleutas, entre a ilha Tanaga e as ilhas Delarof. A passagem tem uma largura de 13 milhas e comprimento de 50, com profundidades de 50 ou mais fathoms.